# 萊茵瓦爾登
萊茵瓦爾登（荷蘭語：Rijnwaarden）是荷蘭海爾德蘭省的一個旧市镇。它在2018年1月被併入同省的澤弗納爾。

## 外部連結
- 维基共享资源上的相關多媒體資源：萊茵瓦爾登
- 官方网站